# Pont-Arcy
Pont-Arcy ist eine französische Gemeinde mit 118 Einwohnern (Stand 1. Januar 2022) im Département Aisne in der Region Hauts-de-France; sie gehört zum Arrondissement Soissons und zum Kanton Fère-en-Tardenois.

## Geographie
Die Gemeinde Pont-Arcy liegt zwischen der Aisne und dem Aisne-Seitenkanal am Südfuß des Höhenzuges Chemin des Dames, 20 Kilometer südlich von Laon und 30 Kilometer nordwestlich von Reims.

## Geschichte
Im 12. Jahrhundert war Pont-Arcy Besitz der Grafen von Braine aus der Familie der Kapetinger, später der Herren von Châtillon und dann bis zur Revolution wieder der Grafen von Braine. Die Burg wurde 1568 von den Hugenotten erobert, 1590 zurückerobert, und schließlich durch die Liga im Jahr darauf zerstört.

### Bevölkerungsentwicklung
| Jahr                       | 1962 | 1968 | 1975 | 1982 | 1990 | 1999 | 2006 | 2016 | 2022 |
| -------------------------- | ---- | ---- | ---- | ---- | ---- | ---- | ---- | ---- | ---- |
| Einwohner                  | 118  | 123  | 100  | 113  | 110  | 109  | 127  | 128  | 118  |
| Quellen: Cassini und INSEE |      |      |      |      |      |      |      |      |      |

## Sehenswürdigkeiten
- Kirche Johannes der Täufer (Église Saint-Jean-Baptiste)
- Ehemalige Burg; von der nur noch einige von Gesträuch überwucherte Steine zu finden sind
- Namengebende Brücke über die Aisne

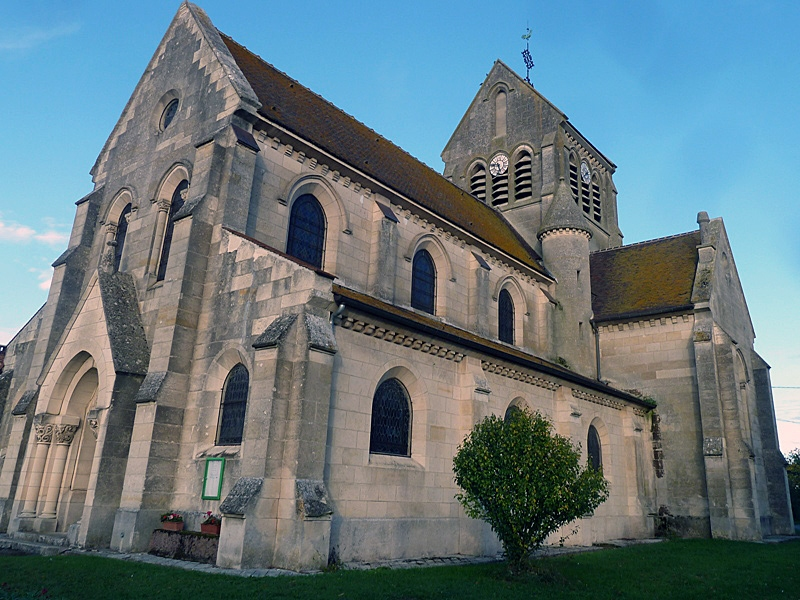
Kirche Saint-Jean-Baptiste
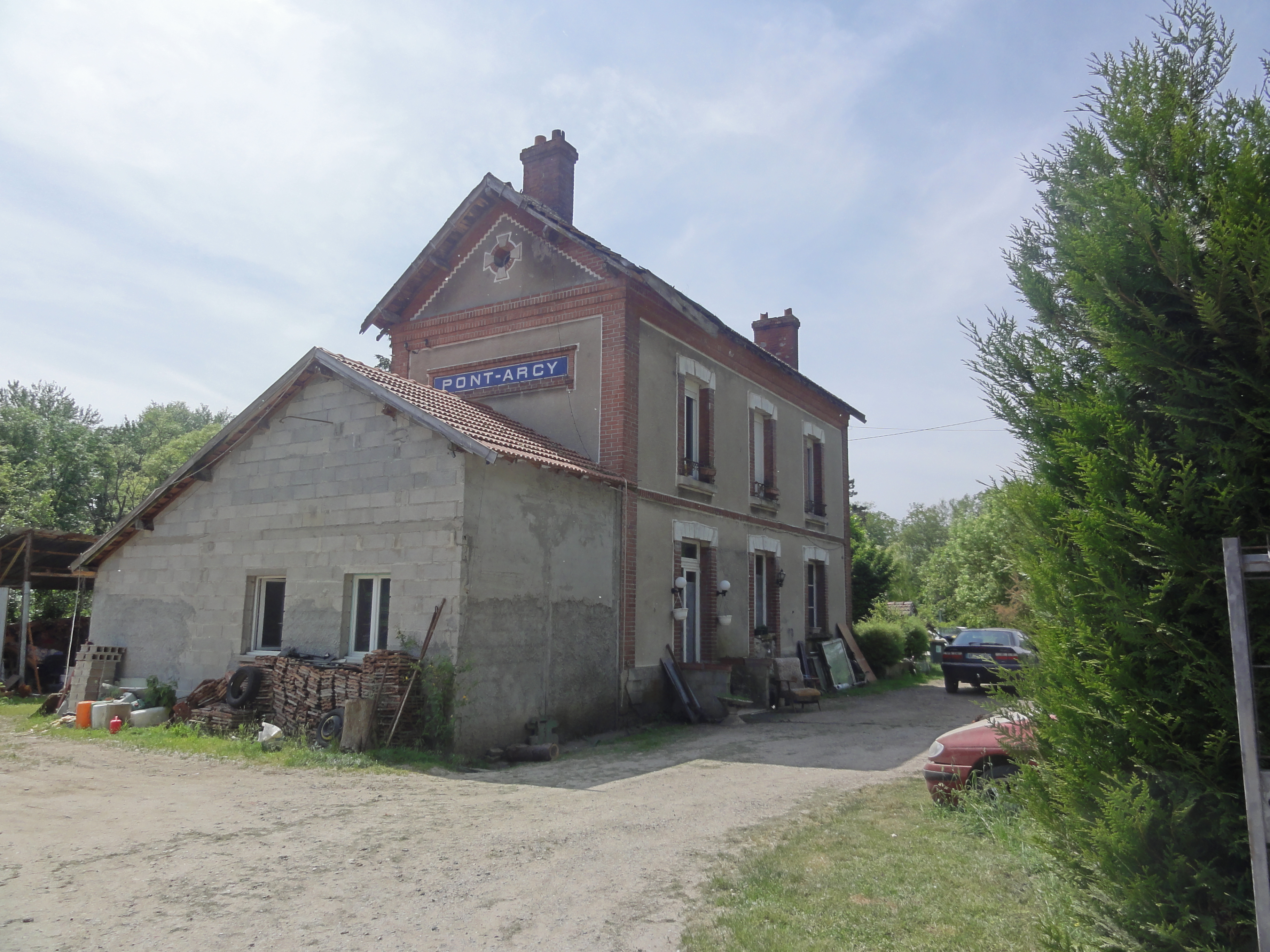
Ehemaliger Bahnhof
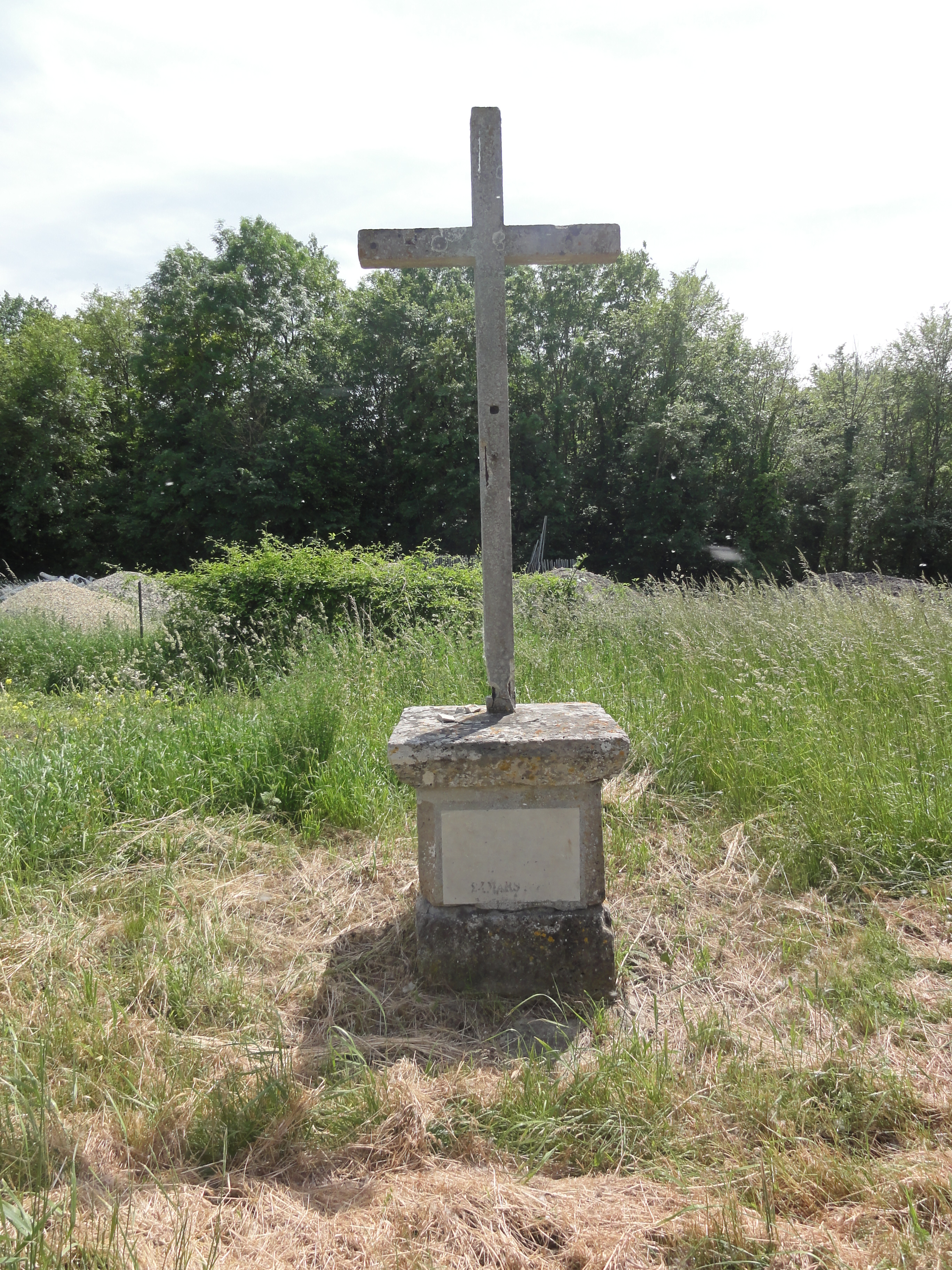
Wegkreuz